# Mario Golf: Super Rush
Mario Golf: Super Rush – golfowa gra wideo stworzona przez Camelot Software Planning i wydana przez Nintendo na konsolę Nintendo Switch. Jest to szósta gra z serii Mario Golf po grze Mario Golf: World Tour w 2014 roku. Gra zawiera wiele postaci z franczyzy Mario rywalizujących w golfie, z regularnym turniejem i innymi trybami gry. Mario Golf: Super Rush zostało ogłoszone poprzez Nintendo Direct 17 lutego 2021 i zostało wydane 25 czerwca 2021. Otrzymała mieszane recenzje od krytyków, którzy chwalili mechaniki gry, nowe tryby, kontrolowanie i oprawę graficzną, ale negatywnie ocenili zawartość gry w dniu premiery; z kolei tryb przygodowy spotkał się z mieszanym odbiorem.

## Tryby gry
- Standard Golf
- Speed Golf
- Battle Golf
- Adventure Mode

## Postacie
- Mario
- Luigi
- Wario
- Waluigi
- Peach
- Daisy
- Yoshi
- Bowser
- Bowser Jr.
- Boo
- Donkey Kong
- Rosalina
- Pauline
- Toad
- Chargin' Chuck
- King Bob-omb
- Toadette
- Mii

## Przyjęcie
Mario Golf: Super Rush otrzymało „mieszane lub średnie recenzje” według agregatora recenzji Metacritic.
Mario Golf: Super Rush było najlepiej sprzedającą się grą detaliczną podczas pierwszego tygodnia sprzedaży w Japonii z 80 tys. sprzedanych kopii pudełkowych. W ciągu pięciu dni gra sprzedała się na całym świecie w ponad 1.3 milionach kopii.